# Barykada Wolności (grupa konspiracyjna)

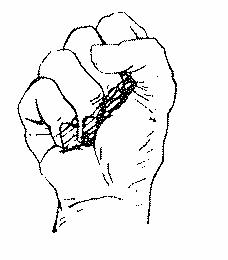
Znak Barykady Wolności występujący w piśmie „Barykada Wolności”

Barykada Wolności (lub Barykadowcy) – polska grupa konspiracyjna lewicy socjalistycznej, skupiona początkowo wokół Stanisława Dubois i Norberta Barlickiego na bazie grupy działaczy młodzieżowych Organizacji Młodzieży Towarzystwa Uniwersytetu Robotniczego oraz Czerwonego Harcerstwa. Nazwa grupy nadana została później, od tytułu wydawanego pisma „Barykada Wolności”, działająca w okresie od października 1939 do września 1941. Na bazie grupy powstała organizacja lewicy socjalistycznej Polscy Socjaliści. Grupa współpracowała do 1940 ze Służbą Zwycięstwu Polski (SZP) a następnie Związkiem Walki Zbrojnej (ZWZ).

## Historia grupy
Pierwsze kontakty organizacyjne zaczął odtwarzać Konstanty Jagiełło organizując spotkania w tym o charakterze samokształceniowym. Po powrocie Stanisława Dubois do Warszawy w październiku 1939 z terenów znajdujących się pod okupacją radziecką, doszło do spotkania członków Rady Głównej Czerwonego Harcerstwa, oraz Czerwonych Harcerzy gdzie podjęto decyzję o stworzeniu grupy konspiracyjnej. Należeli do niej między innymi Konstanty Jagiełło i jego brat Władysław Jagiełło, Andrzej Tuwim, Józef Kretkowski, Edward Wieczorek, Andrzej Moszkowski, Ilia Genachow, Magda Gutkowska, Jan Maurycy Borski, Stanisław Poleczko. Z grupą współpracowali Kazimierz Czapiński, Jan Cynarski-Krzesławski, Norbert Barlicki, Adam Kuryłowicz, Piotr Gajewski. Dubois tworzył ją w wyraźnej opozycji do PPS-WRN, która nie dopuściła go do swego grona budując strukturę kadrową z uwagi na nieumiejętność stosowania zasad konspiracji przez Dubois.
W początkowym okresie grupa Stanisława Dubois współpracowała z Mieczysławem Niedziałkowskim, który był reprezentantem PPS-WRN w Głównej Radzie Politycznej Służby Zwycięstwu Polski. Początkowo grupa wydawała i kolportowała pismo SZP Wiadomości Polskie, Żołnierz Polski oraz kolportowała pismo Polska Żyje.
Stanisław Dubois odrzucił jednak koncepcję Norberta Barlickiego (wydającego wraz Adamem Kuryłowiczem i Piotrem Gajewskim pismo Robotnik i Chłop), aby jego grupa jako „młodzież” wraz z grupą Barlickiego stworzyła odrębną formację PPS.
Na początku 1940 grupa wydała jeden numer pisma Nowe Jutro z podtytułem Pismo Związku Młodzieży Postępowo-Niepodległościowej. Gazeta została zredagowana na bazie materiałów programowych Jana Maurycego Borskiego i Ludwika Winteroka, oraz materiałów Konstantego Jagiełły, Józefa Kretkowskiego i Andrzeja Moszkowskiego. Pismo nie ukazało się więcej wskutek dezaprobaty Stanisława Dubois.
W lutym lub marcu 1940 rozpoczęto (początkowo bez wiedzy i zgody Dubois) wydawanie własnego pisma Barykada Wolności, od którego przyjęto nazwę grupy.
Część grupy wywodząca się z Czerwonego Harcerstwa TUR wydawała również od maja 1940 do kwietnia 1941 pismo Proletariusz, z podtytułem Pismo Polskich Socjalistów. Pismo wydawane było techniką powielaczową dwa razy w tygodniu, później codziennie, zaś od 1941 co tydzień. Nakład około 600 egzemplarzy. Redaktorami pisma byli: Edward Wieczorek, Stanisław Dębiński, Eugeniusz Henrykowski.
Po aresztowaniu przez Gestapo latem tego roku Stanisława Dubois i Konstantego Jagiełły, na czele grupy stanął Stanisław Chudoba. Zajmował on wraz ze swoimi zwolennikami bardziej krytyczne stanowisko wobec PPS-WRN i jednocześnie przywiązywał mniejszą wagę do kwestii jedności ruchu socjalistycznego. W rezultacie rozpoczął starania o stworzenie na bazie grupy Barykada Wolności szerszej platformy działania lewicy socjalistycznej. W tym celu podjął rozmowy z innymi podziemnymi grupami podobnej proweniencji, a także starał się rozbudować strukturę organizacyjną poza Warszawę i okolice. Zdecydował również o rozpoczęciu działalności zbrojnej, tworząc na jesieni 1940 Wydział Wojskowy z Janem Mulakiem na czele.
Po klęsce Francji we wrześniu 1940, Barykada Wolności rozbiła się na dwie części. Umiarkowani nie chcieli zrywać z PPS reprezentowaną przez PPS-WRN, druga grupa, w skład której weszli: Andrzej Tuwim, Mieczysław Ferszt, Ilia Genachow, Jerzy Walter, Stanisław Poleczko oraz Jerzy Gero-Różniewicz, zaczęła początkowo wydawać równoległe drugą Barykadę Wolności (tak zwana niebieska Barykada – z uwagi na niebieski papier, na jakim była drukowana) ewoluując w stronę komunistów. Grupa ta w grudniu 1940 przekształciła swoje pismo w Sztandar Wolności następnie w maju 1941 część członków skupionych wokół Stanisława Poleczki weszła w skład grupy „Młot i Sierp”, a następnie komunistycznej Polskiej Partii Robotniczej (PPR). Tuwim, Genachow i Gero-Różniewicz wrócili do organizacji socjalistycznej.
Stałą współpracę z grupą od lutego 1941 podjął Adam Próchnik, wraz ze swoją grupą ze środowiska Warszawskiej Spółdzielni Mieszkaniowej (Julian Hochfeld, Alfred Jarecki, Marian Nowicki, przejściowo Michał Ferszt wydających Biuletyn Informacyjny) stając się głównym twórcą jej programu. Początki 1941 przyniosły wyraźne symptomy tendencji konsolidacyjnych na lewicy ruchu socjalistycznego. Nowych impulsów w tym kierunku dostarczyły wydarzenia połowy 1941, po wybuchu wojny niemiecko-radzieckiej, choć podkreślano, iż nie zmienia to negatywnego stosunku do politycznego ustroju Związku Radzieckiego.
Ostatecznie na konferencji zjednoczeniowej w Warszawie 1 września 1941 powołana została konspiracyjna organizacja Polscy Socjaliści (PS), którą współtworzyła grupa Barykada Wolności. Na przewodniczącego Komitetu Centralnego Polskich Socjalistów wybrano Adama Próchnika, zaś sekretarzem KC i redaktorem pisma Barykada Wolności został Stanisław Chudoba. Pismo grupy Barykada Wolności stało się również organem Polskich Socjalistów.